# Peter Grube

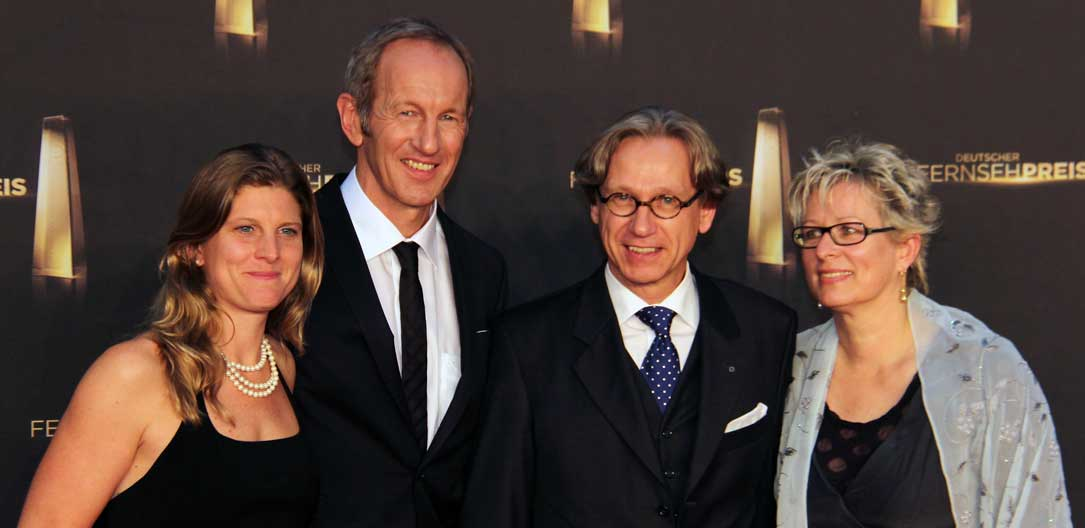
Peter Grube (2. von rechts) beim Deutschen Fernsehpreis 2012

Peter Grube (* 22. April 1958 in Aachen) ist ein ehemaliger deutscher Sportreporter.

## Beruflicher Werdegang
Grube studierte Kunstgeschichte, Publizistik, Politikwissenschaften und Pädagogik in Mainz und Münster.
Ab 1981 war er als freier Mitarbeiter für die Sportredaktion des Westdeutschen Rundfunks als tätig. Grube war als Kommentator bei Olympischen Sommer- und Winterspielen von 1996 bis 2022 aktiv. Am 8. Februar 2022 gab Grube das Ende seiner Tätigkeit als Kommentator bekannt.

## Auszeichnungen
Im Jahr 2005 zeichnete ihn der Bob- und Schlittenverband für Deutschland mit dem Richard-Hartmann-Preis für besondere Berichterstattung aus. 1999 wurde Peter Grube mit dem vom Deutschen Reit- und Fahrverband jährlich vergebenen Medienpreis Das Silberne Pferd für herausragende und außergewöhnliche Leistungen in den verschiedenen Medienbereichen im Zusammenhang mit dem Pferdesport ausgezeichnet. Des Weiteren erhielt er von der Fédération Internationale de Luge de Course 2008 in Anerkennung der Rennrodelübertragungen die Ehrennadel in Bronze. Als Grube für seine mitreißende Kommentierung der längsten jemals im öffentlich-rechtlichen deutschen Fernsehen übertragenen Rodelveranstaltung ausgezeichnet wurde, hieß es in der Begründung, dass er es verstand, „die Läufe von Fahrerinnen aus dem hinteren Feld, deren Namen kaum jemand zuvor gehört hatte, so kurzweilig und spannend zu kommentieren, dass die Einschaltquoten von Minute zu Minute stiegen. Eine Berichterstattung der ganz besonderen Art.“
2012 wurde Peter Grube zusammen mit Ralf Scholt, Wilfried Hark und Philipp Sohmer für die Live-Übertragungen der Olympischen Sommerspiele bei ARD und ZDF für den Deutschen Fernsehpreis nominiert.

## Kritik
Am 4. Januar 2014 sorgte Grube durch eine sprachliche Entgleisung für einen Eklat, als er in einer Berichterstattung über russische Rodlerinnen sagte, sie hätten „bis zur Vergasung“  trainiert. Am nächsten Tag entschuldigte er sich: „Da habe ich eine völlig idiotische Formulierung gebraucht – politisch und geschichtlich sicherlich komplett daneben.“